# Udo Dirkschneider
Udo Dirkschneider (Wuppertal, 6 aprile 1952) è un cantante tedesco fondatore delle band heavy metal Accept e U.D.O.

## Biografia

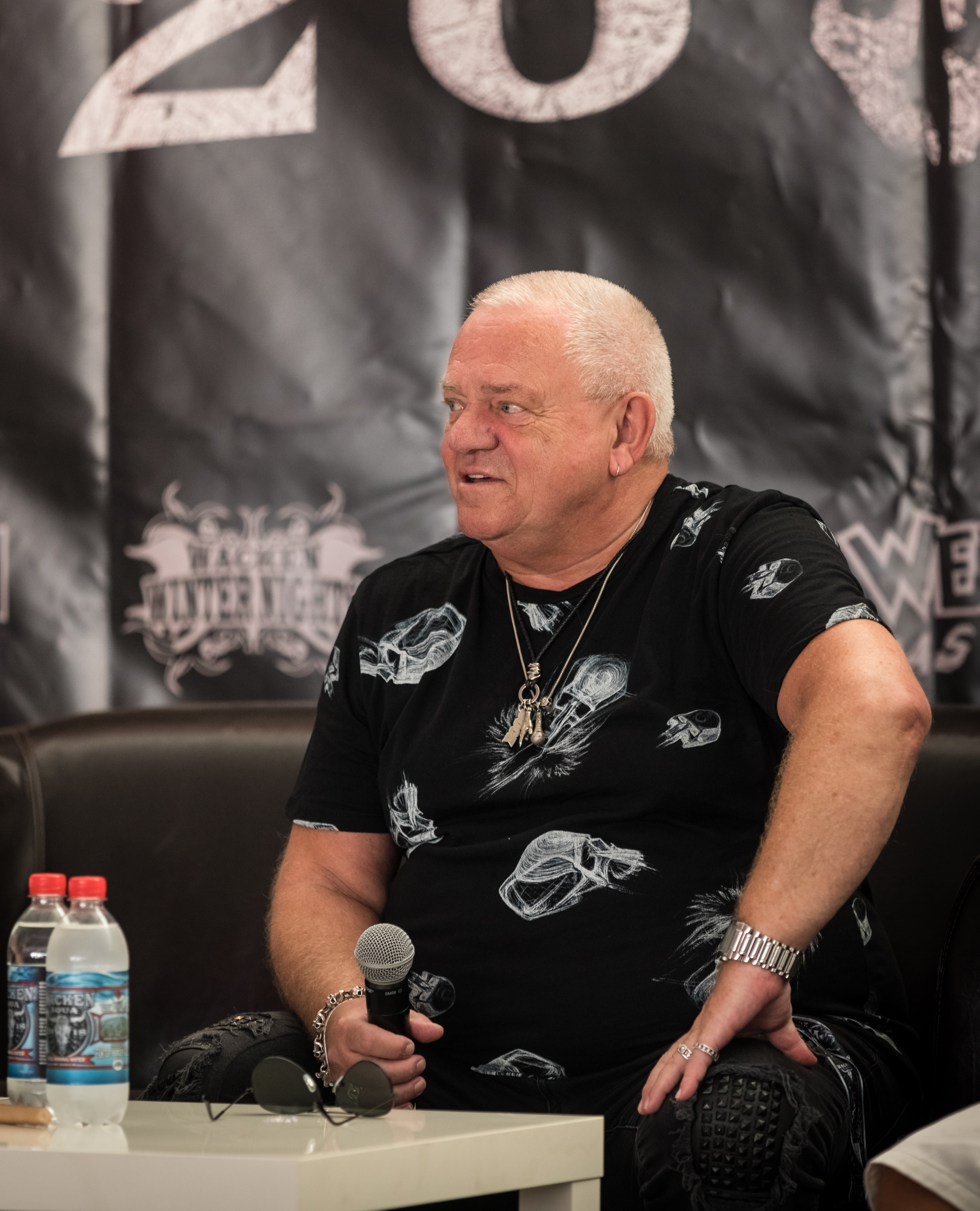
Udo Dirkschneider al Wacken Open Air 2018

Udo è stato membro fondatore della band heavy metal Accept nel 1968 ed è rimasto in tale band fino al 1997, producendo con questa 10 album studio. Dirkschneider ha formato una propria band, gli U.D.O., anche se ha continuato a fare brevi apparizioni con gli Accept. Con questo gruppo ha pubblicato 14 album.

## Discografia

### Accept
- 1979 - Accept
- 1980 - I'm a Rebel
- 1981 - Breaker
- 1982 - Restless and Wild
- 1983 - Balls to the Wall
- 1985 - Metal Heart
- 1986 - Russian Roulette
- 1990 - Staying a Life
- 1993 - Objection Overruled
- 1994 - Death Row
- 1996 - Predator
- 1997 - All Areas - Worldwide

### U.D.O.
- 1987 - Animal House
- 1989 - Mean Machine
- 1990 - Faceless World
- 1991 - Timebomb
- 1997 - Solid
- 1998 - No Limits
- 1999 - Holy
- 2002 - Man and Machine
- 2004 - Thunderball
- 2005 - Mission No. X
- 2007 - Mastercutor
- 2009 - Dominator
- 2011 - Rev-Raptor
- 2013 - Steelhammer
- 2015 - Decadent
- 2018 - Steelfactory
- 2021 - Game Over
- 2023 - Touchdown

### Altre apparizioni
- 2006 - Lordi - The Arockalypse
- 2012 - Jettblack - Raining Rock